# Emil Foerster (Künstler)
Emil Foerster (* 15. Mai 1822 in Gießen, Großherzogtum Hessen; † 26. April 1906 in Pittsburgh, Pennsylvania) war ein deutsch-amerikanischer Porträt- und Stilllebenmaler der Düsseldorfer Schule.

## Leben
Foerster kam bereits als Kind in die Vereinigten Staaten. 1847 kehrte er nach Deutschland zurück und studierte Malerei bei Jakob Becker in Frankfurt am Main. Dann wechselte er an die Kunstakademie Düsseldorf. 1849 war er dort Schüler von Theodor Hildebrandt. Ein Mitschüler Foersters war George Hetzel. Nachdem Foerster in Frankfurt Elisa Noll geheiratet hatte, kehrte er 1849 in die Vereinigten Staaten zurück, wo er sich in Pittsburgh, Pennsylvania, als Porträtmaler etablierte. Im Verlauf seiner Berufstätigkeit schuf er rund 600 Porträts von Persönlichkeiten Pittsburghs. Außerdem malte er Stillleben. Foersters Sohn Adolph Martin (1854–1927) wurde Musiker und Porträtmaler.

## Werke (Auswahl)
- Portrait of the Foerster Family, um 1856[5]
- The Ronald B. Sterling Family, 1859